# Marie Hartung
Marie Hartung (* 17. Januar 1884 in Königsberg (Preußen); † 17. April 1971) war eine deutsche Politikerin (SPD, USPD, SED).

## Leben
Marie Hartung war die Tochter eines Arbeiters. Nach der Volksschule machte sie eine Ausbildung zur Schneiderin und arbeitete im erlernten Beruf.
1905 wurde sie Mitglied in der SAJ, 1906 im Arbeiterinnenbildungsverein und 1908 in der SPD. Zwischen 1908 und 1933 war sie Angestellte des Konsum-Vereins Königsberg. Sie war Geschäftsführerin bzw. Bezirkssekretärin der AWO Königsberg. 1911 wurde sie zur Vertrauensperson der Frauen in Königsberg gewählt. Zwischen 1919 und 1922 war sie Mitglied der USPD. Für diese wurde sie als Stadtverordnete in Königsberg und in den Provinziallandtag der Provinz Ostpreußen gewählt. 1923 wechselte sie zurück zur SPD. In der SPD war sie Mitglied des Vorstandes der SPD Königsberg und des Bezirksverbandes Ostpreußen. Bis 1933 war sie weiter Stadtverordnete in Königsberg und Mitglied des Provinziallandtags und des Provinzialausschusses für die SPD.
Mit der Machtergreifung der Nationalsozialisten konnte sie ihre politische Arbeit nicht fortsetzen und war nach 1933 arbeitslos. Die Nationalsozialisten stellten sie unter Polizeiaufsicht. Sie hatte Verbindung zur Widerstandsgruppe von Gustav Bludau. Von 1939 bis 1945 war sie Angestellte in den Kunstsammlungen der Stadt Königsberg. 1944 wurde sie nach Blankenburg (Harz) evakuiert. In der SBZ wurde sie 1945 Frauenreferentin und Leiterin der Umsiedlerstelle im Landratsamt Blankenburg. Sie wurde Mitglied der SED und zog 1946 nach Berlin, wo sie Referentin in der Abteilung Arbeit und Sozialfürsorge der SED wurde. Von 1947 bis Anfang 1949 war sie als Nachfolgerin von Maria Weiterer Abteilungsleiterin im Frauensekretariat des SED-Parteivorstandes. Danach war sie erneut Referentin in der Abteilung Arbeit und Sozialfürsorge, bevor sie 1955 bis 1958 Bibliothekarin und Mitarbeiterin im Archiv des ZK der SED war.